# ケモ州
ケモ州（Kémo、Kemö）は、中央アフリカ共和国の州。州都はシブツ。人口は約18万人（2021年推計）州名はウバンギ川の支流ケモ川に由来する。フランス語とサンゴ語が話される。

## 歴史
1946年10月16日、現在のナナ・グリビジ州とケモ州の範囲に設置されたケモ・グリビジ地域（Kémo-Gribingui）を前身とする。1961年1月23日に州へ改編された。同年12月22日に州都フォート＝シブツはシブツへ改名された。
1974年8月6日にケモ・グリビジ州は分割され、ケモ州となった。

## 地理
中央アフリカ中部に位置し、ウバンギ川を挟んで南をコンゴ民主共和国と接する。

## 人口
2021年の推計によると総人口は183,742人。
- 男性: 90,034人（49.0％）
- 女性: 93,708人（51.0％）

## 経済
綿工業が盛ん。キビ、キャッサバ、トウモロコシ、豆の生産地である。

## 隣接州
- ナナ・グリビジ州
- ワカ州
- 北ウバンギ州
- オンベラ・ムポコ州
- ウハム・ファファ州

## 下位行政区画

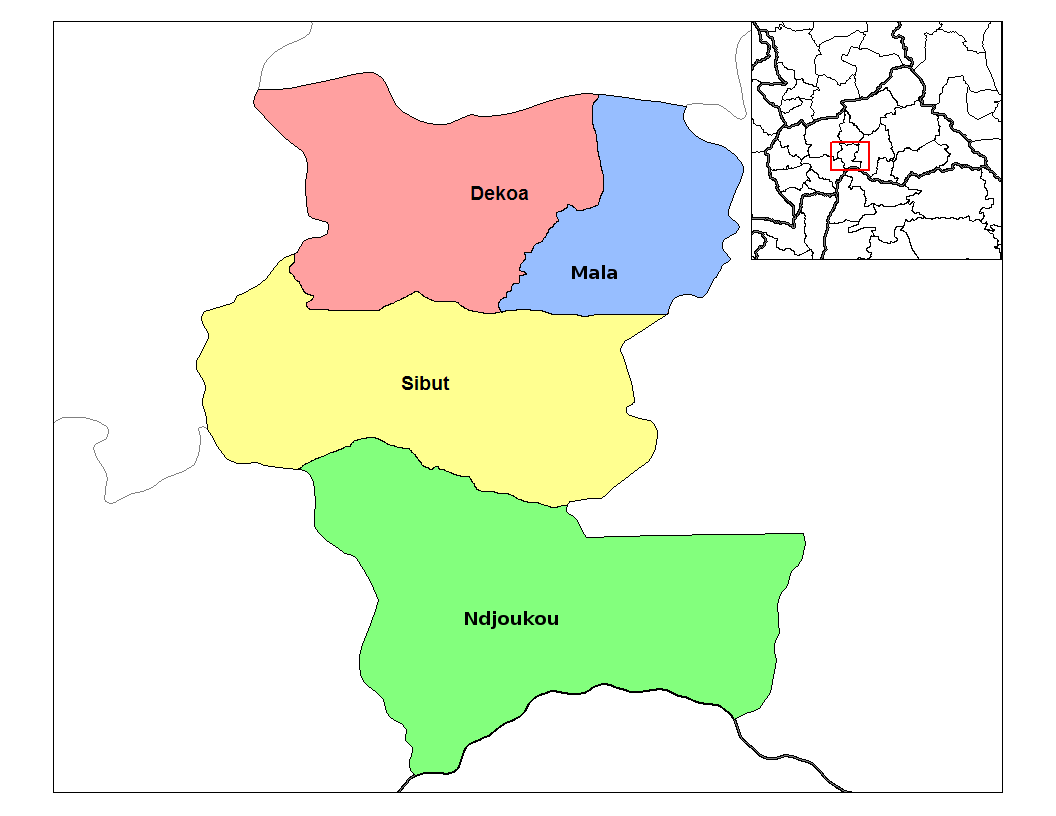
ケモ州の郡

4郡に分けられる。
- デコア（フランス語版）
- マラ（フランス語版）
- ンジョコ（フランス語版）
- シブツ